# خانقاه فولادلو
روستای خانقاه فولادلو از توابع بخش مرکزی دهستان هیر در استان اردبیل است. این روستای کوهستانی بسیار کهن می‌باشد و در گذشته محل انجام مراسم دراویش و صوفیان بود و بقعه معروفی در آن بود
معرفی روستا 
روستای خانقاه فولادلو یا همان "پولادلی خنه یی سی" درست در 25 کیلومتری جنوب شرقی شهرستان اردبیل و6 کیلومتری شمال شرقی شهر هیر در بین کوه‌های مرتفع باغرو جا انداخته، که در موقعیت "26 7 38 عرض شمالی "24 32 48 طول شرقی از خط گروینچ در بین دوگسل "اوری" و " قا را گوزه ی " آرمیده است. روستای خانقاه فولادلو به صورت تقریبی 72 کیلومتر مربع مساحت دارد که این میزان زمین‌های کشاورزی آبی – دیم – آیش بندی شده مراتع ومنابع طبیعی وکوهستانی را شامل می‌شود در این راستا محدوده مسکونی روستا نیز 25/2کیلومتر مربع مساحت دارد می‌توان گفت: با حد مرزهای طبیعی در قسمت جنوب وجنوب شرقی ،جنوب غربی وشمال شرقی با روستاهای زیر همجوار است:
- از سمت غرب و شمال غربی با زمین‌های دیم روستای دویل وکلخوران فولادلو حدود5/5کیلومتر
- از طرف شمال متصل به گسل اوری وبا مزارع کشاورزی روستای ایوریق حدود 5/1 کیلومتر
- وقسمتی از شمال وشمال شرقی با روستای بقرآباد که نزدیکترین روستا به روستای خانقاه است حدود 65/12 کیلومتر مرز طبیعی وهموار داردوطولانی‌ترین آن در قسمت کوهستان است.
- از طرف شرق با روستای دمدمه حدود5/4 کیلومتر مرز کوهستانی دارد شایان ذکر است راه ارتباطی اینروستا بامرکز شهر از روستای خانقاه عبور می‌کند
- از سمت جنوب غربی با حدود کوهستانی شهر هیر همجوار است وتقریبا 6 کیلومتر با این شهر مرز کوهستانی دارد .
- و از سمت جنوب وقسمتی از جنوب شرقی با روستای کوهساره حدود 3000 مترمرز کوهستانی دارد.

اما همانطوری که در بالا اشاره گردید محدوده مسکونی روستا با مساحت تقریبی 5/2 کیلومتر مربع به صورت افقی به سمت شمال وشمال شرقی در امتداد راه‌های ارتباطی رو به گسترش است و بافت روستا به شکل پلکانی در حای که بام یکی حیاط خانه دیگری است بنا نهاده شده‌است.
این روستا دارای چشمه های آب معدنی است و مکان های دیدنی دارد 
.